# Tommy Wright (Fußballspieler, 1944)
Thomas James „Tommy“ Wright (* 21. Oktober 1944 in Liverpool) ist ein ehemaliger englischer Fußball-Abwehrspieler, der seine ganze Karriere über beim FC Everton spielte. 
Für die englische Fußballnationalmannschaft kam Wright 12 Mal zum Einsatz. Den ersten großen Erfolg mit Everton konnte Wright 1966 mit dem Gewinn des FA Cup gegen Sheffield Wednesday verzeichnen. Ein zweiter Pokaltriumph blieb Wright jedoch verwehrt, denn er und seine Mannschaft verloren zwei Jahre später 1968 das Finale mit 1:0 gegen West Bromwich Albion. In der Saison 1969/70 gewann Wright mit Everton die englische Meisterschaft, bei einem Vorsprung von neun Punkten. 
Wright gilt nicht nur bei Everton Fans als einer der besten Verteidiger der Vereinsgeschichte, sondern auch George Best beschrieb Wright als einen unangenehmen Gegenspieler. In der Nationalmannschaft blieb Wright der große Wurf jedoch verwehrt; bei der Weltmeisterschaft 1970 in Mexiko schied England mit 3:2 gegen Deutschland aus. Sein Debüt für England feierte Wright bei der Fußball-Europameisterschaft 1968 in Italien gegen die Sowjetunion im Spiel um Platz drei.
Aufgrund von Verletzungen beendete Wright schließlich seine Karriere.
| Personendaten    | Personendaten                          |
| ---------------- | -------------------------------------- |
| NAME             | Wright, Tommy                          |
| ALTERNATIVNAMEN  | Wright, Thomas James (wirklicher Name) |
| KURZBESCHREIBUNG | englischer Fußballspieler              |
| GEBURTSDATUM     | 21. Oktober 1944                       |
| GEBURTSORT       | Liverpool                              |